# Andreaea novoguinensis
Andreaea novoguinensis là một loài rêu trong họ Andreaeaceae. Loài này được E.B. Bartram mô tả khoa học đầu tiên năm 1965.